# Mateusz Nowaczek
Mateusz Nowaczek, né le 13 mars 1991 à Kwidzyn, est un coureur cycliste polonais.

## Palmarès sur route

### Par année
- 2010
  - 1re étape de l'Auksinių Kopų
- 2012
  - 3e de Pologne-Ukraine
- 2014
  - 5e étape du Bałtyk-Karkonosze Tour
- 2016
  - Międzynarodowy Wyścig Kolarski

### Classements mondiaux
| Année            | 2012 | 2013 | 2014 | 2015 | 2016   | 2017 |
| ---------------- | ---- | ---- | ---- | ---- | ------ | ---- |
| UCI America Tour | 393e |      |      |      |        |      |
| UCI Europe Tour  |      |      | 983e |      | 1 649e | 925e |

## Palmarès sur piste

### Championnats nationaux
- 2008
  -  Champion de Pologne de poursuite par équipes (avec Paweł Brylowski, Dawid Głowacki et Tomasz Krysztofik)
- 2009
  -  Champion de Pologne de poursuite par équipes (avec Grzegorz Stępniak, Paweł Brylowski et Dawid Głowacki)
- 2010
  - 2e du championnat de Pologne de poursuite par équipes
  - 3e du championnat de Pologne de l'américaine
- 2011
  -  Champion de Pologne de poursuite par équipes (avec Paweł Brylowski, Dawid Głowacki et Mateusz Trepkowski)
  -  Champion de Pologne du scratch
  - 2e du championnat de Pologne de l'américaine
- 2012
  -  Champion de Pologne de poursuite par équipes (avec Michał Michciński, Rafał Jeziorski et Mateusz Mikulicz)
  -  Champion de Pologne de l'américaine (avec Mateusz Mikulicz)
  - 3e du championnat de Pologne de l'omnium
- 2013
  -  Champion de Pologne de poursuite par équipes (avec Paweł Brylowski, Adam Stachowiak et Adrian Tekliński)
  -  Champion de Pologne de l'américaine (avec Paweł Brylowski)
  - 2e du championnat de Pologne de l'omnium
- 2014
  -  Champion de Pologne de poursuite par équipes (avec Adrian Tekliński, Andrzej Bartkiewicz et Piotr Skarżyński)
  - 2e du championnat de Pologne de l'américaine
- 2015
  - 2e du championnat de Pologne de poursuite
  - 3e du championnat de Pologne de poursuite par équipes
- 2016
  - 3e du championnat de Pologne de poursuite
  - 3e du championnat de Pologne de l'omnium